# Zwembadpark
Het Zwembadpark is een park gelegen rondom de site van Aquatopia te Aalst in Oost-Vlaanderen, België. Het is een restant van het natuurgebied de Bergenmeersen dat zich verder uitstrekt naar het zuiden tot de Brusselse Steenweg. In het noorden wordt het park begrensd door de Molenbeek die wat verder naar het westen in de Dender loopt.

## Sport
Middenin het park ligt het stedelijk zwembad van Aalst, Aquatopia. Aan de noordwestelijke rand bevindt zich het Okapi Forum, waar basketbalploeg Okapi Aalstar zijn thuiswedstrijden speelt. Door het park loopt sinds 2013 een Finse piste met een lengte van 1 km.

## Natuur
In het park is de maretak te vinden. In de ruigere delen van het groengebied kan je dominante soorten als riet en moerasspirea terug vinden.